# Area of effect
Area of effect, eller AoE, är ett uttryck som används flitigt i en del datorspel, främst strategispel, rollspel och MMORPG, vilket innebär att en attack eller magi inte påverkar bara en utan flera spelare/monster i närheten av den attackerade som blir attackerade, och därmed skadade, samtidigt. I många fall kan även den som attackerar ta skada av sin egen attack, eller råka skada någon allierad. Detta medför även att spelare av turordningsbaserade spel måste tänka på hur de placerar sina pjäser eller enheter för att minimera risken att flera tar skada i onödan. För spelets balans skull är skadan från Area of effect attacker oftast lägre per enhet än attacker som endast skadar en enhet, men om Area of effect attacken träffar många enheter gör den högre total skada.